# Вакаса (залив)
Залив Вакаса (яп. 若狭湾 вакаса-ван) — крупный залив Японского моря на острове Хонсю (префектуры Фукуи и Киото). Залив ограничен мысом Кёга (яп. 経ヶ岬) на западе (п-ов Танго) и мысом Этидзен (яп. 越前岬) на востоке, ширина устья составляет 70 км. В побережье залива имеется множество небольших бухт и заливов, таких как Миядзу, Майдзуру, Обама и Цуруга.
Площадь залива составляет около 135 км². В большей части залива глубина не превышает 200 м.
На южную часть залива сильно влияет приток вод из реки Юра (среднегодовое значение — 37 м³/с, среднемесячное — 10 м³/с — 60 м³/с). Во время прилива морская вода проникает в эстуарий на 2-5 км. Также в заливе сказывается влияние тёплого Цусимского течения, чья температура составляет более 10 °C на глубине около 100 м, солёность — 34.2-34.6 ‰, скорость — 0,5-1,0 узлов.
С севера в залив попадают холодные водные массы, формирующиеся у берегов Кореи и Приморского края. Их температура — ниже 5 °C, а солёность около 34,1 ‰.
На глубинах более 300 м находятся воды самого Японского моря, имеющие температуру около 1 °C.
В залив впадают реки первого класса Юра и Китагава.
В побережье залива вдаются бухты Миядзу, Кунда, Майдзуру, Утиура, Такахама, Обама, Ясиро, Секуми и Цуруга.